# Henry Delisle
Pour les articles homonymes, voir Delisle.
Henry Delisle, né le 20 avril 1938 à Périers (Manche) et mort le 18 avril 2022 à Caen, est un homme politique français.

## Biographie
Henry Delisle est un professeur d'anglais devenu inspecteur général de l’agriculture et président de l'Institut national de formation des personnels du ministère de l'Agriculture (INFOMA). Il a été député du Calvados de 1981 à 1986 et secrétaire national du Parti Socialiste auprès de François Mitterrand. Il fut aussi maire de Mézidon-Canon (Calvados) de 1971 à 1983.

## Décorations
- Officier de la Légion d'honneur
- Commandeur de l'ordre du Mérite agricole
- Chevalier-commandeur (K. C. M. G.) de l'Ordre de Saint-Michel et Saint-George, Royaume-Uni

## Œuvres
- « Politique agricole et rurale: retour vers le passé ? », avec Marc Gauchée, La Revue politique et parlementaire, n° 1055, avril-mai-juin 2010
- Culture rurale, cultures urbaines ? (écrit avec Marc Gauchée)
- Si vous aimez le Parti Socialiste, quittez le ! (Le Cherche Midi)